# Ilex chingiana
Ilex chingiana är en järneksväxtart som beskrevs av Hu Hsien-Hsu och T. Tang. Ilex chingiana ingår i släktet järnekar, och familjen järneksväxter.

## Underarter
Arten delas in i följande underarter:
- I. c. megacarpa
- I. c. puberula